# Doris Günther (Snowboarderin)
Doris Günther (* 3. Mai 1978 in Zell am See) ist eine ehemalige österreichische Snowboarderin. 

## Karriere
Der Vater Kurt Günther der 165 cm großen Salzburgerin war Eishockey-Bundesliga-Spieler, deswegen wuchs die Snowboarderin mit dem Wintersport auf. Das erste Mal stand sie im Alter von drei Jahren auf Skiern. 1992 machte sie mit dem Snowboard Bekanntschaft. Günther fuhr ihre ersten Wettkämpfe 1994. 1996 machte sie die Matura und begann ein Sportwissenschaftenstudium, dem sie zurzeit (2006) nur eingeschränkt nachgeht, da sie sich auf ihren Sport konzentrieren will. 
Bei der Snowboard-Weltmeisterschaft 2009 in Gangwon wurde Doris Günther Vizeweltmeisterin im Parallel-Riesenslalom und im Parallelslalom. In der Weltcup-Saison 2008/09 gewann sie vier Rennen und wurde Siegerin im Gesamtweltcup.
Am 7. April 2011 gab sie ihren Rücktritt vom Leistungssport bekannt.

## Erfolge
- Bronzemedaille Parallel-Riesenslalom 2011
- Vizeweltmeisterin im Parallel-Riesenslalom und Parallelslalom 2009
- 6 Weltcupsiege im Parallel-Riesenslalom
- 2 Weltcupsiege im Parallelslalom
- 13 weitere Stockerlplätze im Weltcup
- 2-fache österreichische Staatsmeisterin
- 4. Platz beim Parallel-Riesenslalom bei den Olympischen Winterspielen 2006 in Turin

## Auszeichnungen
- 2009: Goldenes Ehrenzeichen für Verdienste um die Republik Österreich